# Tolpuddle
Tolpuddle är en ort i civil parish Burleston and Tolpuddle, i grevskapet Dorset, i Storbritannien. Den ligger i kommunen Dorset och riksdelen England, i den södra delen av landet, 170 km sydväst om huvudstaden London. Tolpuddle ligger 42 meter över havet. Tolpuddle var en civil parish fram till 2024 när den blev en del av Burleston and Tolpuddle. Civil parish hade 517 invånare år 2021. Byn nämndes i Domedagsboken (Domesday Book) år 1086, och kallades då Pidele.
Terrängen runt Tolpuddle är platt. Runt Tolpuddle är det ganska tätbefolkat, med 108 invånare per kvadratkilometer. Närmaste större samhälle är Weymouth, 19,0 km sydväst om Tolpuddle. Trakten runt Tolpuddle består till största delen av jordbruksmark.